# Матадор (сериал, 1978—1982)
«Матадо́р» (дат. Matador) — датский телевизионный сериал режиссёра Эрика Баллинга по замыслу журналистки и писательницы Лисе Нёргор, состоящий из 24 эпизодов, вышедших в 1978—1982 гг. Произведён на студии Nordisk Film. Рисунки для титров создал известный художник Арне Унгерманн. Музыкальную тему написал известный датский пианист и композитор Бент Фабрициус-Бьерре. В сериале снимались лучшие датские актёры. Сериал по мнению Б. С. Жарова стал «лучшей работой кинематографистов на телевидении Дании». Сериал рассказывает о жизни в вымышленном городе Корсбек (дат. Korsbæk — «Крестовый Ручей») в период с 1929 по 1947 год во время Великой депрессии — мирового экономического кризиса, который начался в 1929 году с биржевого краха в США, повлиял на Данию и спровоцировал подъём нацизма в Германии, оккупации во время Второй мировой войны и двух лет после окончания Второй мировой войны. Лисе Нёргор говорила, что прототипом Корсбека в сериале послужил её родной город и что в несколько изменённом виде там отражены события, происходившие на её глазах на протяжении длительного времени. Сериал сопоставим с исландскими «родовыми сагами» по количеству вовлечённых лиц и по временному охвату. Глобальные события показаны через судьбы героев сериала. Сериал рассказывает о распре между семьёй директора банка Ханса-Кристиана Варнеса и семьями Мадса Скьерна и торговца поросятами Олафа Ларсена. В первой серии коммивояжер Мадс Скьерн приезжает с сыном в Корсбек без денег, а позднее становится крупным предпринимателем («матадором»). Вдохновением для замысла стал вышедший в 1971—1975 годах британский сериал «Вверх и вниз по лестнице» о богатой английской семье, действие которого происходит в период с 1903 по 1930 год. В сериале «Матадор» концентрированно отражены все составляющие «датскости» (danskhed), его можно назвать «энциклопедией датской жизни». Сериал получил ошеломляющий успех у зрителей. Сериал входит в культурный канон.

## Сюжет
В начале первой серии в 1929 году коммивояжер Мадс Андерсен-Скьерн приезжает в Корсбек со своим пятилетнем сыном Даниэлем практически без денег. Мадс посещает снобистский дамский магазин Damernes Magasin, которым владеет пожилой и весьма незадачливый коммерсант Альберт Арнесен, имеющий много проблем как в коммерческой деятельности, так и с молодой легкомысленной женой Вики. Мадс обнаруживает, что есть хорошие возможности для открытия конкурирующего бизнеса. По приезде он знакомится с торговцем поросятами Олуфом Ларсеном, его женой Катрине и дочерью Ингеборг, оставшейся с дочерью Эллен после распавшегося брака. Олуф дает Мадсу ночлег. На следующий день Мадс покупает недвижимость напротив Damernes Magasin. Директор банка Ханс-Кристиан Варнес устраивает вечеринку в честь своего брата Йёргена, который избран кандидатом в депутаты от консерваторов в Корсбеке. В их доме работает прислуга: немолодая кухарка Лаура и юная горничная Агнес. В привокзальном ресторанчике бывает муж Агнес, железнодорожный рабочий Лауритс «Рёде» Енсен, придерживающийся левых взглядов.
Мадс Андерсен-Скьерн идёт в городской банк Korsbæk Bank, чтобы занять денег для своего бизнеса, но получает отказ от директора банка Варнеса, который является близким другом владельца Damernes Magasin Альберта Арнесена. Мадс получает деньги другим способом и открывает магазин Tøjhuset. Все идёт успешно, и вскоре Мадс нанимает дочь Олуфа Ларсена Ингеборг, которая переезжает к Мадсу и Даниэлю вместе со своей дочерью Эллен.
1930 год. Покупатели стекаются в Tøjhuset, особенно когда две дамы: почти столетняя баронесса Фернандо Мёге и её уже пожилая дочь Миссе переходят из Damernes Magasin в Tøjhuset. Для Арнесена это выглядит катастрофой, но в последнюю минуту его спасает его приказчик Шванн, который унаследовал и вложил деньги в бизнес. Мадс начинает расширять свой бизнес. Он нанимает швей и начинает давать деньги в долг. Мадс и Ингеборг женятся, чтобы её дочь Эллен могла поступить в городскую частную школу.
1931 год. У жены директора банка Мауде есть незамужняя сестра Элисабет Фриис, которая живёт у неё в качестве экономки. Роль, которой все довольны, пока Кристен Андерсен-Скьерн не приезжает в город, чтобы помочь Мадсу с его растущим кредитным бизнесом, и не влюбляется в неё. Однако Элисабет порывает с ним, когда до неё доходит, что братья конкурируют с Korsbæk Bank. Привязанность к роду оказывается сильнее любви. У Арнесена снова не хватает денег на магазин, и он вынужден продать свою дачу.
1932 год. Элисабет решает переехать в собственную квартиру и стать учительницей актёрского мастерства. Мадс снова расширяет бизнес, а Ингеборг беременна. Арнесену снова нужны деньги, но когда Korsbæk Bank отказывает ему в кредите, Damernes Magasin терпит крах. Политическая карьера Йёргена Варнеса даёт сбой.
Вопреки воле отца вдова Арнесена, Вики, решает переехать в Копенгаген. Мадс покупает Damernes Magasin с планами открыть банк, и в то время как старые состоятельные семьи отмечены раздорами и заботами, в семье Скьерн крестят нового сына.

## Подготовка к съёмкам
Перед «Матадором» режиссёр Эрик Баллинг и сценаристка Лисе Нёргор создали успешный комедийный сериал «Дом в Кристиансхауне» (Huset på Christianshavn), состоящий из 84 эпизодов, вышедших в 1970—1977 гг. Каждая серия рассказывала о каком-либо эпизоде из жизни некоторых обитателей одного многоквартирного дома в копенгагенском районе Кристиансхауне. На основе некоторых эпизодов сериала создан фильм для показа в кинотеатрах «Баллада о Кристиансхауне» (Ballade på Christianshavn, 1971), показанный в СССР под названием «Скандал в старом городе».
Первоначально сериал «Матадор» должен был состоять из шести эпизодов, действие которых происходит в 1929—1932 гг. На их создание канал DR выделил студии Nordisk Film бюджет 3 млн датских крон, который был превышен на 1 млн крон. Лисе Нёргор написала сценарии для эпизодов 1, 4 и 6, сценарии соавторов переписала вместе с Эриком Баллингом. Премьера сериала состоялась 11 ноября 1978 года. После трансляции первых шести эпизодов канал DR заказал продолжение. Лисе Нёргор написала сценарии 16 из 24 серий в одиночку, так как адаптировать сценарии соавторов к её представлениям об основной линии развития стало слишком трудоёмко.
Название города Корсбек (дат. Korsbæk) является аббревиатурой от Корсёр (Korsør) и Хольбек (Holbæk).

## Съёмки
Декорации Корсбека построены на студии Nordisk Films в Вальбю. После окончания съёмок они были уничтожены.
Роль ратуши Корсбека исполнил полицейский участок в Хиллерёде, железнодорожной станции — станция в Гесере и станция в Скевинге, церкви Богоматери — церковь Святого Николая в Кёге, дома семьи Скьерн — частный дом в Хольте (Рудерсдаль), дома семьи Ларсен — ферма в Хедехусене.

## Актуальность и влияние
В 1979–1980 годах датская рок-группа Shu-bi-dua сняла пародию на сериал — Metadon, которую показывала в антракте концертов. Пародия была показана в прайм-тайм на канале DR.
«Матадор» повторно показывался по DR семь раз. Во время повторного показа в 1986 году аудитория сериала составила 3,6 млн зрителей, что является рекордом датского телевидения. В 2001 году сериал опубликован на 12 DVD. 6 мая 2017 года на канале DR1 состоялась премьера цифровой отреставрированной версии сериала. Соотношение сторон экрана новой версии — 14:9, исходный формат — 4:3. Отреставрированная версия опубликована в 2017 году на 10 Blu-ray Disc.
12 июня 2007 года в Оперном театре Копенгагена состоялась премьера мюзикла «Матадор», который посмотрело 85 тысяч зрителей.
В парке развлечений «Баккен» к северу от Копенгагена находится историческая реконструкция города Корсбек площадью 2500 м². Корсбек построен за семь месяцев зимой 2014—2015 гг. Открыт 30 апреля 2015 года.
5 декабря 2018 года, к 40-летию «Матадора» открыта выставка «Салют «Матадору» (Hilsen til Matador) в Театральном музее.

## Состав исполнителей ролей
- Мадс Скьерн — Йорген Букхой[англ.]
- Ингеборг Скьерн — Гита Нёрбю
- Кристен Скьерн — Еспер Лангберг[англ.]
- Олуф Ларсен — Бустер Ларсен[англ.]
- Катрине Ларсен — Лили Броберг[англ.]
- Ханс-Кристиан Варнес — Хольгер Йуль Хансен[англ.]
- Мауде Варнес — Малене Шварц[англ.]
- Элисабет Фриис — Хелле Виркнер[англ.]
- Йёрген Варнес — Бент Мейдинг[англ.]
- Минна Варнес — Эллен Винтер
- кухарка Лаура — Элин Раймер[англ.]
- горничная Агнес — Кирстен Олесен
- Фернандо Мёге — Карен Берг[англ.]
- Миссе Мёге — Карин Неллемосе[англ.]
- Альберт Арнесен — Пребен Март[англ.]
- Вики Хаккель, жена Арнесена — Соня Оппенхаген[дат.]
- приказчик Рудольф Шванн — Артур Енсен[англ.]
- Лауритс «Рёде» Енсен, муж кухарки Агнес — Курт Раун[дат.]
- доктор Хансен — Ове Спрогёе[англ.]
- Арнольд Хаген — Эспер Хаген[дат.]
- фрекен Йёргенсен — Вера Гебур
- Лилли Лунд — Туве Маэс